# Barlas
Os Barlas (em mongol: Barulas; em chagatai e persa: برلاس ou Berlas) foram uma confederação tribal nómada  originalmente mongol  e posteriormente  turco-mongol da Ásia Central,  que se destacou principalmente na Transoxiana, onde é atualmente o Usbequistão. O seu membro mais célebre, e também um dos mais tardios, foi Tamerlão, fundador do Império Timúrida.

## Origens
Segundo a História Secreta dos Mongóis, escrita durante o reinado de Oguedai Cã (r. 1229–1241), os Barlas tinham os mesmos antepassados que os Borjiguins, o clã imperial de Gêngis Cã, e que outros clãs mongóis medievais. O clã que liderava dos Barlas reclamava-se descendente de Qarachar Noyan (ou Karachar Barlas), comandante dum dos regimentos de Chagatai, o segundo filho de Gêngis. Qarachar, por sua vez, era descendente do senhor da guerra mongol lendário Bodonchar Munkhag (ou Bodonchir, Bodon Achir ou Bodon'ar Mungqaq) do século IX ou X, que também é considerado um antepassado de Gêngis Cã. A estrutura interna do clã dirigente dos Barlas era composto por cinco linhagens principais, cada uma descendente dum filho de Qarachar, que eram importantes em termos de herança mas não constituíam entidades políticas ou territoriais separadas..
Os Barlas controlavam as região de Qués (ou Quis, a moderna Xacrisabez, no Usbequistão) e todas as suas linhagens parecem ter estado associadas a essa região. Ao contrário das tribos suas vizinhas, que permaneceram nómadas, os Barlas eram sendentários. Devidos aos intensos contactos com a população nativa da Ásia Central, a tribo adotou a religião (islão) e a língua chagatai, um idioma turco do ramo carluco, da qual também deriva o uigur, que foi fortemente influenciada pelo árabe e pelo persa. Apesar de nem sempre serem exógamos, a maior parte dos casamentos eram feitos fora da tribo.

## Timúridas e mogóis
Os barlas mais famosos da história foram os timúridas, descendentes do grande conquistador Tamerlão (m. 1405), cujo império se estendeu desde a Anatólia até aos atuais Paquistão e Índia, incluindo a Mesopotâmia, Irão, Afeganistão e quase todo o Cáucaso e Ásia Central. Pouco mais dum século depois da sua morte, um dos seus descendentes, Babur, fundou o Império Mogol, que dominou parte da Ásia Central e da Índia e duraria até ao século XIX.